# Archaea
Archaea (enkelvoud archaeon) vormen een domein van eencellige micro-organismen. Archaea zijn prokaryote levensvormen: ze hebben geen celkern en bevatten weinig andere cellulaire structuren. De archaea werden traditioneel geclassificeerd als bacteriën en kregen daarbij de naam archaebacteriën. Deze naam is onder microbiologen echter in onbruik geraakt. De cellen van archaea hebben een uiterst unieke moleculaire organisatie waardoor ze zich van de andere twee domeinen van het leven, de bacteriën en eukaryoten, onderscheiden.
Het genetisch materiaal van archaea komt op een aantal punten sterk overeen met dat van eukaryoten, evenals de manier waarop genexpressie plaatsvindt. Desondanks beschikken archaea over stofwisselingsroutes die geheel niet voorkomen bij bacteriën of eukaryoten, zoals methanogenese. In archaea komt ook geen vetzuursynthese voor, in tegenstelling tot zowel bacteriën als eukaryoten: de membranen van archaea zijn namelijk niet opgebouwd uit fosfolipiden, maar uit etherlipiden.
Archaea staan bekend om hun extremofiele levenswijze: sommige soorten kunnen in voor andere organismen bijzonder onherbergzame omgevingen leven. De meeste archaea komen echter voor in meer gematigde habitats, zoals in oceanen en bodems. Ze vormen een belangrijke component van het microbioom in dieren en planten. Door hun morfologische verscheidenheid en unieke stofwisselingsvermogens spelen ze een verreikende rol in de mondiale ecologie.

## Ontdekkingsgeschiedenis
De eerst beschreven archaea waren extremofielen. Ze vielen op door hun overlevingsvermogen in barre omgevingen zoals warmwaterbronnen en zoutmeren. Verbeterde instrumenten om archaea te detecteren hebben onthuld dat ze voorkomen in bijna elk habitat op aarde, met name in bodems en moerassen. Archaea zijn bovendien bijzonder talrijk in de oceanen. De archaea die tot de plankton behoren zijn misschien wel een van de meest voorkomende groepen organismen op de planeet. Ze spelen daarbij een essentiële rol in de koolstof- en stikstofkringloop. Ze maken eveneens deel uit van de menselijke microbiota in de darmen, mond en huid.

## Bouw
Archaea hebben qua vorm en grootte redelijk veel gemeen met bacteriën. Archaea zijn eencellige organismen. De grootte van archaea ligt tussen 0,1 tot meer dan 15 μm in diameter. Sommigen soorten vormen met elkaar draden tot 200 μm lang. De archaea hebben allerlei vormen, zoals bolvormig, staafvormig, spiraalvormig, met lobben of rechthoekig. Archaea lijken op andere prokaryoten qua celstructuur en metabolisme. Ze hebben meestal een ringvormig chromosoom in een nucleoïde (celkernachtig). Hun transcriptie en vertaling van de genetische codes lijken echter niet op bacteriële processen, maar meer op die van de eukaryoten.
Een aantal andere eigenschappen plaatst de archaea ook apart. Zij hebben bijvoorbeeld, in tegenstelling tot de meeste bacteriën, een enkelvoudig celmembraan. Verder hebben zowel bacteriën als eukaryoten membranen die bestaan uit glycerol-ester-lipiden, terwijl de membranen van de archaea bestaan uit glycerol-etherlipiden. Deze verschillen zouden een aanpassing van de archaea kunnen zijn vanwege hun hyperthermofilie (voorkeur voor zeer warme omgevingen). Bij enkele archaea is het celmembraan omgeven door een celwand bestaande uit pseudopeptidoglycaan. Archaea hebben tevens een andere structuur van hun ribosomen. Ten slotte hebben ze flagellen die opmerkelijk verschillen in samenstelling en ontwikkeling van die van de flagellen van bacteriën, al is er een oppervlakkige gelijkenis.

## Fysiologie
De archaea beschikken over genen en stofwisselingsroutes die nauwer verwant lijken aan die van eukaryoten, met name genen die coderen voor enzymen betrokken bij transcriptie en translatie. Veel andere aspecten van archaeële levensprocessen, zoals hun afhankelijkheid van etherlipiden in hun celmembranen, komen bij geen enkele andere groep organismen voor. Archaea halen energie uit een verscheidenheid aan externe bronnen: organische verbindingen zoals suikers, maar ook ammoniak, koolmonoxide, gereduceerde metaalionen of uit waterstofgas. Halofiele archaea (de Haloarchaea) gebruiken zonlicht als energiebron en andere groepen archaea kunnen koolstof vastleggen. In tegenstelling tot planten en cyanobacteriën, doet geen van de tot nu toe ontdekte soorten archaea dit echter allebei. Archaea planten zich ongeslachtelijk voort door middel van binaire deling, fragmentatie en knopvorming. In tegenstelling tot bacteriën en eukaryoten vormen archaea geen sporen.

## Levenswijze
Sommige archaea (Archaeoglobus sp.) leven bij zeer hoge temperaturen, vaak hoger dan 100 °C, zoals in geisers en in black smokers op de zeebodem (zie: extremofielen). Andere worden juist gevonden in een zeer koude omgeving, in omgevingen met veel zout, zuur, of alkalisch water. Archaea worden echter ook gevonden in moerasland, rioolwater en in de bodem. Ongeveer 2% van de micro-organismen in de bodem zijn archaea. In zee is dat percentage 20−30 %.
Andere archaea produceren methaan en worden aangetroffen in de darmstelsels van herkauwers, knaagdieren, termieten en ook van mensen. Archaea zijn over het algemeen onschadelijk voor andere organismen. Van geen enkele is bekend dat ze ziekten veroorzaken.

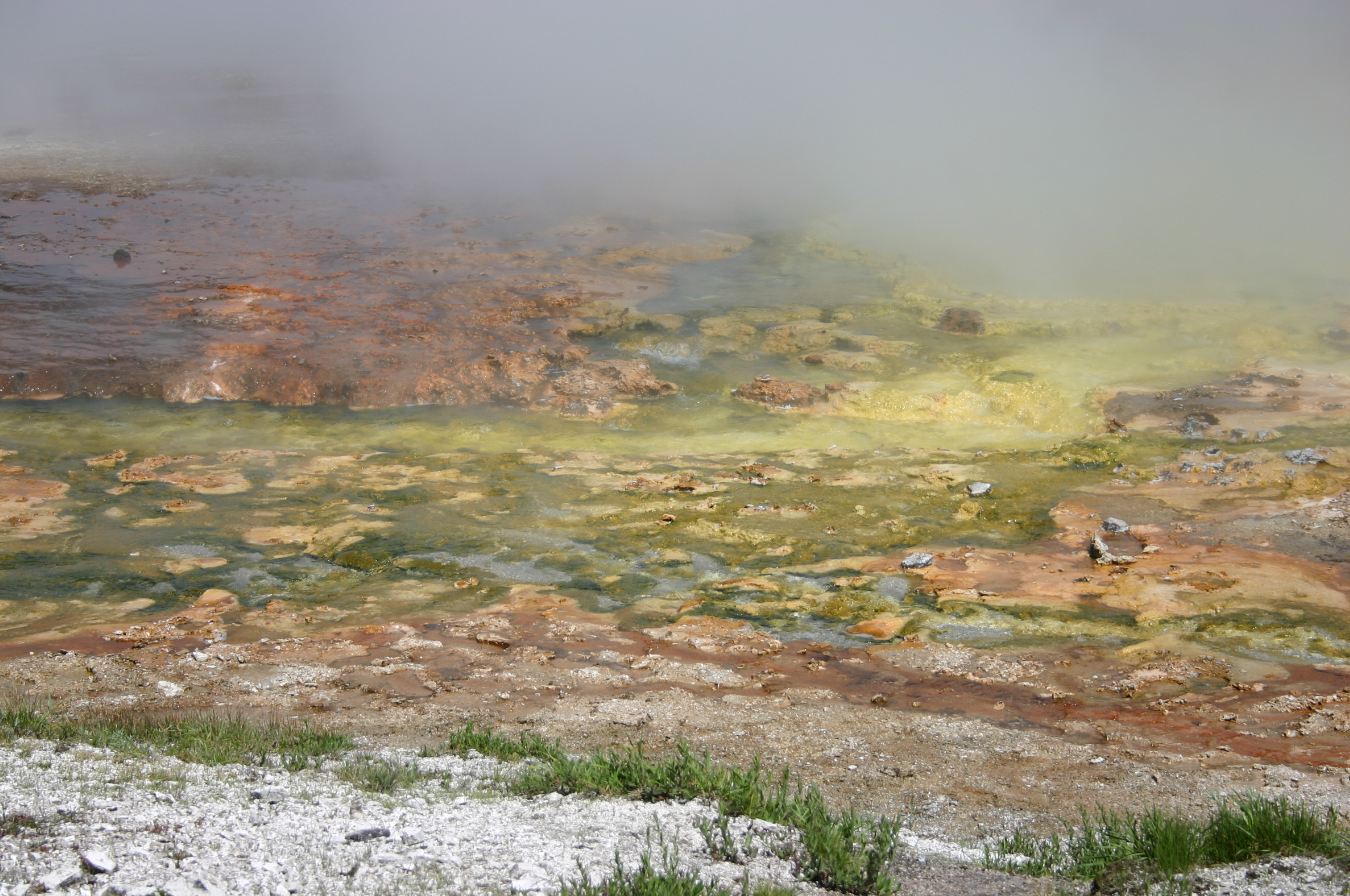
Geiser met sterk gekleurde archaea. In dergelijke extreme omstandigheden werden archaea voor het eerst ontdekt.
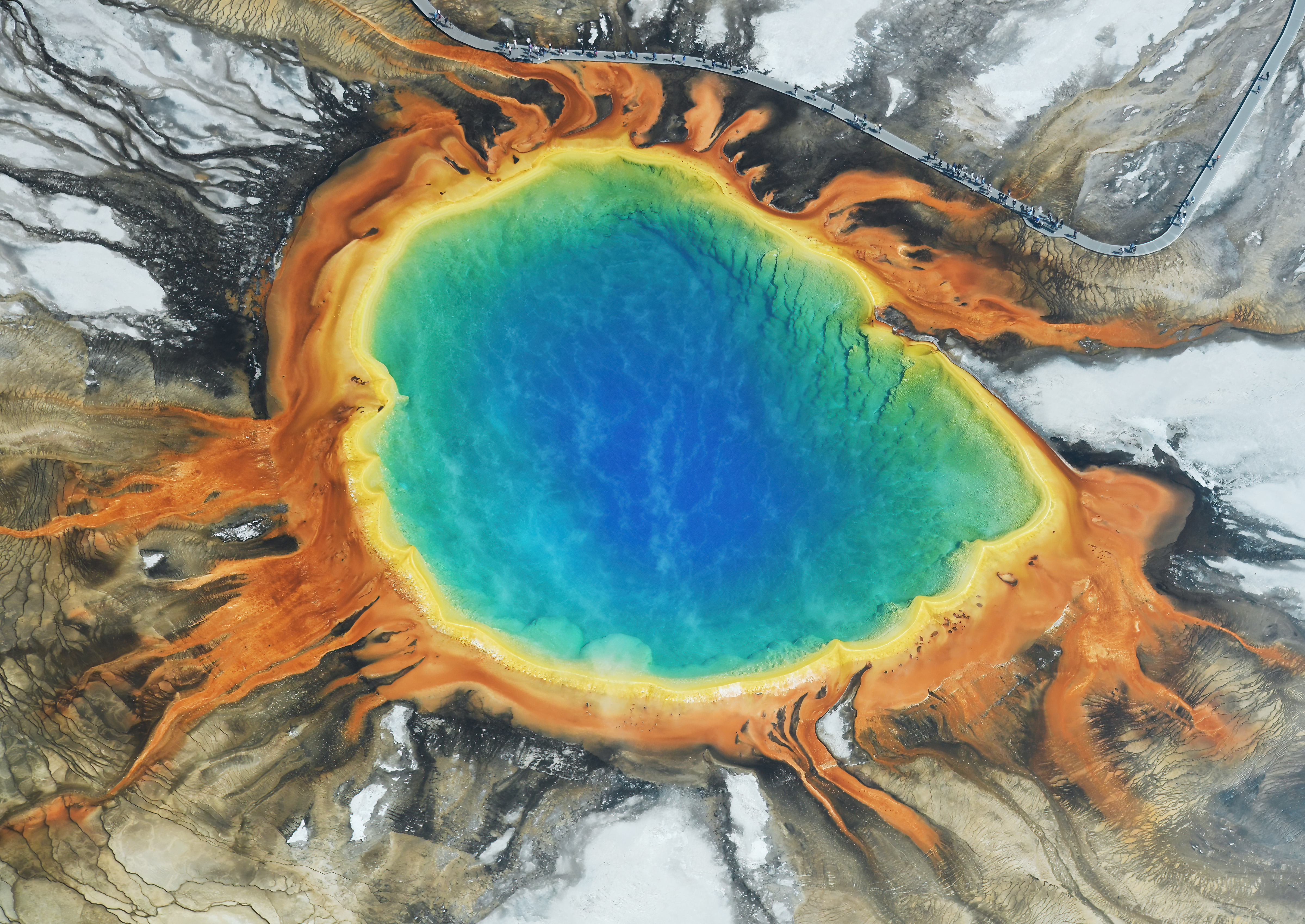
Grand Prismatic Spring (in het nationaal park Yellowstone) met het azuurblauwe water en daaromheen lagen van feloranje algen, bacteriën en archaea.

## Taxonomie
De Archaea worden in de volgende groepen ingedeeld:
- Stam Euryarchaeota Woese, Kandler & Wheelis, 1990
  - Geslacht Aciduliprofundum Reysenbach et al. 2006
  - Klasse Archaeoglobi Garrity and Holt 2002
    -  Orde Archaeoglobales Stetter 1989
      -  Familie Archaeoglobaceae Huber and Stetter 2002
        - Geslacht Archaeoglobus Stetter 1988
          - A. lithotrophicus Stetter et al. 1993
          - A. profundus Burggraf et al. 1990
          - A. fulgidus Stetter 1988 (typesoort)
          - A. veneficus Huber et al. 1998
          - A. infectus Mori et al. 2008
          -  A. sulfaticallidus Steinsbu et al. 2010

        - Geslacht Ferroglobus Hafenbradl et al. 1997
          -  F. placidus Hafenbradl et al. 1997

        -  Geslacht Geoglobus Kashefi et al. 2002
          - G. acetivorans Slobodkina et al. 2009
          -  G. ahangari Kashefi et al. 2002 (typesoort)

  - Klasse Halobacteria
    -  Orde Halobacteriales Grant & Larsen, 1989
      -  Familie Halobacteriaceae Gibbons 1974
        - Geslacht Haladaptatus Savage et al. 2007 emend. Roh et al. 2010
        - Geslacht Halalkalicoccus Xue et al. 2005
        - Geslacht Halarchaeum Minegishi et al. 2010
        - Geslacht Haloalcalophilium Lizama et al. 2000
        - Geslacht Haloarcula Torreblanca et al. 1986 emend. Oren et al. 2009
        - Geslacht Halobacterium Elazari-Volcani 1957 emend. Oren et al. 2009
        - Geslacht Halobaculum Oren et al. 1995
        - Geslacht Halobellus Cui et al. 2011
        - Geslacht Halobiforma Hezayen et al. 2002 emend. Oren et al. 2009
        - Geslacht Halococcus Schoop 1935 emend. Oren et al. 2009
        - Geslacht Haloferax Torreblanca et al. 1986 emend. Oren et al. 2009
        - Geslacht Halogeometricum Montalvo-Rodríguez et al. 1998 emend. Cui et al. 2010
        - Geslacht Halogranum Cui et al. 2010 emend. Cui et al. 2011
        - Geslacht Halolamina Cui et al. 2011
        - Geslacht Halomarina Inoue et al. 2011
        - Geslacht Halomicrobium Oren et al. 2002
        - Geslacht Halonotius Burns et al. 2010
        - Geslacht Halopelagius Cui et al. 2010
        - Geslacht Halopiger Gutiérrez et al. 2007
        - Geslacht Haloplanus Bardavid et al. 2007 emend. Cui et al. 2010
        - Geslacht Haloquadratum Burns et al. 2007
        - Geslacht Halorhabdus Wainø et al. 2000 emend. Antunes et al. 2008
        - Geslacht Halorientalis Cui et al. 2011
        - Geslacht Halorubrum McGenity and Grant 1996 emend. Oren et al. 2009
        - Geslacht Halorussus Cui et al. 2010
        - Geslacht Halosarcina Savage et al. 2008 emend. Cui et al. 2010
        - Geslacht Halosimplex Vreeland et al. 2003
        - Geslacht Halostagnicola Castillo et al. 2006
        - Geslacht Haloterrigena Ventosa et al. 1999 emend. Oren et al. 2009
        - Geslacht Halovivax Castillo et al. 2006
        - Geslacht Natrialba Kamekura and Dyall-Smith 1996 emend. Oren et al. 2009
        - Geslacht Natrinema McGenity et al. 1998 emend. Xin et al. 2000
        - Geslacht Natronoarchaeum Shimane et al. 2010
        - Geslacht Natronobacterium Tindall et al. 1984
        - Geslacht Natronococcus Tindall et al. 1984
        - Geslacht Natronolimnobius Itoh et al. 2005
          - N. baerhuensis Itoh et al. 2005
          -  N. innermongolicus

        - Geslacht Natronomonas Kamekura et al. 1997 emend. Burns et al. 2010
          - N. moolapensis Burns et al. 2010
          -  N. pharaonis (Soliman and Trüper 1983) Kamekura et al. 1997 (typesoort)

        - Geslacht Natronorubrum Xu et al. 1999 emend. Oren et al. 2009
          - N. aibiense Cui et al. 2006
          - N. bangense
          - N. sediminis Gutierrez et al. 2011
          - N. sulfidifaciens
          -  N. tibetense

        -  Geslacht Salarchaeum Shimane et al. 2011
          -  S. japonicum Shimane et al. 2011

  - Klasse Methanobacteria
    -  Orde Methanobacteriales
      - Familie Methanobacteriaceae
        - Geslacht Methanobacterium
        - Geslacht Methanobrevibacter
        - Geslacht Methanosphaera
        -  Geslacht Methanothermobacter

      -  Familie Methanothermaceae
        -  Geslacht Methanothermus

  - Klasse Methanococci
    -  Orde Methanococcales
      - Familie Methanocaldococcaceae
        - Geslacht Methanocaldococcus
        -  Geslacht Methanotorris

      -  Familie Methanococcaceae
        - Geslacht Methanococcus
        -  Geslacht Methanothermococcus

  - Klasse Methanomicrobia
    - Orde Methanomicrobiales
      - Geslacht Methanocalculus Ollivier et al. 1998
      - Familie Methanocorpusculaceae
        -  Geslacht Methanocorpusculum Zellner et al. 1988 emend. Xun et al. 1989
          - M. bavaricum Zellner et al. 1989
          - M. labreanum
          - M. parvum Zellner et al. 1988
          -  M. sinense Zellner et al. 1988

      -  Familie Methanomicrobiaceae
        - Geslacht Methanoculleus Maestrojuán et al. 1990
        - Geslacht Methanofollis Zellner et al. 1999
        - Geslacht Methanogenium Romesser et al. 1981 emend. Spring et al. 2005
        - Geslacht Methanolacinia
        - Geslacht Methanomicrobium
        -  Geslacht Methanoplanus Wildgruber et al. 1984

    - Familie Methanoregulaceae
      - Geslacht Methanolinea
        -  Methanolinea tarda Imachi et al. 2008

      - Geslacht Methanoregula Bräuer et al. 2011
        -  Methanoregula Bräuer et al. 2011

      - Geslacht Methanosphaerula Cadillo-Quiroz et al. 2009
        -  Methanosphaerula palustris Cadillo-Quiroz et al. 2009

      -  Familie Methanospirillaceae
        -  Geslacht Methanospirillum Ferry et al. 1974 emend. Iino et al. 2010

    -  Orde Methanosarcinales
      - Familie Methanosaetaceae
        -  Geslacht Methanosaeta

      -  Familie Methanosarcinaceae
        - Geslacht Methanimicrococcus
        - Geslacht Methanococcoides
        - Geslacht Methanohalobium
        - Geslacht Methanohalophilus
        - Geslacht Methanolobus
        - Geslacht Methanomethylovorans
        - Geslacht Methanosalsum
        -  Geslacht Methanosarcina

  - Klasse Methanopyri
    -  Orde Methanopyrales
      -  Familie Methanopyraceae
        -  Geslacht Methanopyrus

  - Klasse Thermococci
    -  Orde Thermococcales
      -  Familie Thermococcaceae
        - Geslacht Palaeococcus
        - Geslacht Pyrococcus
        -  Geslacht Thermococcus

  -  Klasse Thermoplasmata
    -  Orde Thermoplasmatales
      - GeslachtThermogymnomonas Itoh et al. 2007[9]
        -  Thermogymnomonas acidicola Itoh et al. 2007[9]

      - Familie Ferroplasmaceae
        - Geslacht Acidiplasma
          - A. aeolicum Golyshina et al. 2009 (typesoort)
          -  A. cupricumulans (Hawkes et al. 2008) Golyshina et al. 2009

        -  Geslacht Ferroplasma Golyshina et al. 2000[10]
          - F. acidarmanus Dopson et al. 2004
          - F. thermophilum Zhou et al. 2008
          -  F. acidiphilum Golyshina et al. 2000[10] (typesoort)

      - Familie Picrophilaceae
        -  Geslacht Picrophilus
          - P. oshimae Schleper et al. 1996 (typesoort)
          -  P. torridus Zillig et al. 1996

      -  Familie Thermoplasmataceae
        -  Geslacht Thermoplasma
          - T. acidophilum Darland et al. 1970 (typesoort)
          -  T. volcanium Segerer et al. 1988
- Stam Crenarchaeota Woese et al. 1990
  -  Klasse Thermoprotei
    - Orde Caldisphaerales
      -  Familie Caldisphaeraceae
        -  Geslacht Caldisphaera

    - Orde Cenarchaeales
      -  Familie Cenarchaeaceae
        -  Geslacht Cenarchaeum

    - Orde Desulfurococcales
      - Geslacht Caldococcus
      - Geslacht Ignisphaera
      - Familie Desulfurococcaceae
        - Geslacht Acidilobus
        - Geslacht Acidococcus
        - Geslacht Aeropyrum
        - Geslacht Desulfurococcus
        - Geslacht Ignicoccus
        - Geslacht Staphylothermus
        - Geslacht Stetteria
        - Geslacht Sulfophobococcus
        - Geslacht Thermodiscus
        -  Geslacht Thermosphaera

      -  Familie Pyrodictiaceae
        - Geslacht Geogemma
        - Geslacht Hyperthermus
        - Geslacht Pyrodictium
        -  Geslacht Pyrolobus

    - Orde Nitrosopumilales
      -  Familie Nitrosopumilaceae
        -  Geslacht Nitrosopumilus

    - Orde Sulfolobales
      -  Familie Sulfolobaceae
        - Geslacht Acidianus
        - Geslacht Metallosphaera
        - Geslacht Stygiolobus
        - Geslacht Sulfolobus
        -  Geslacht Sulfurisphaera

    -  Orde Thermoproteales
      - Familie Thermofilaceae
        -  Geslacht Thermofilum

      -  Familie Thermoproteaceae
        - Geslacht Caldivirga
        - Geslacht Pyrobaculum
        - Geslacht Thermocladium
        - Geslacht Thermoproteus
        -  Geslacht Vulcanisaeta
- Stam Korarchaeota[11] Barns et al. 1996
- Stam Nanoarchaeota Huber et al. 2002, met zover als enige soort Nanoarchaeum equitans.[12]

## Overzicht indelingen van de levende wezens
| Linnaeus (1735) 2 rijken | Haeckel (1894) 3 rijken | Whittaker (1969) 5 rijken | Woese (1977) 6 rijken | Woese (1990) 3 domeinen | Cavalier-Smith (1998) 2 domeinen en 6 rijken | Cavalier-Smith (1998) 2 domeinen en 6 rijken | Keeling (2004) 3 domeinen en 5 supergroepen | Keeling (2004) 3 domeinen en 5 supergroepen |
| ------------------------ | ----------------------- | ------------------------- | --------------------- | ----------------------- | -------------------------------------------- | -------------------------------------------- | ------------------------------------------- | ------------------------------------------- |
| Animalia                 | Animalia                | Animalia                  | Animalia              | Eucarya                 | Eukaryota                                    | Animalia                                     | Eukaryota                                   | Unikonta                                    |
| Vegetabilia              | Plantae                 | Fungi                     | Fungi                 | Eucarya                 | Eukaryota                                    | Fungi                                        | Eukaryota                                   | Excavata                                    |
| Vegetabilia              | Plantae                 | Plantae                   | Plantae               | Eucarya                 | Eukaryota                                    | Plantae                                      | Eukaryota                                   | Archaeplastida                              |
| Vegetabilia              | Plantae                 | Protista                  | Protista              | Eucarya                 | Eukaryota                                    | Chromista                                    | Eukaryota                                   | Chromalveolata                              |
| niet behandeld           | Protista                | Protista                  | Protista              | Eucarya                 | Eukaryota                                    | Protozoa                                     | Eukaryota                                   | Rhizaria                                    |
| niet behandeld           | Protista                | Monera                    | Archaebacteria        | Archaea                 | Prokaryota                                   | Bacteria                                     | Archaea                                     | Archaea                                     |
| niet behandeld           | Protista                | Monera                    | Eubacteria            | Bacteria                | Prokaryota                                   | Bacteria                                     | Bacteria                                    | Bacteria                                    |